# Agrupación de Artillería de Campaña 601
La Agrupación de Artillería de Campaña 601 (Agr A Camp 601) es un conjunto permanente de unidades del arma de artillería del Ejército Argentino con asiento en San Luis y con dependencia del Comando de Adiestramiento y Alistamiento del Ejército.

## Reseña
La agrupación fue creada en 2019 por resolución del JEMGE (Jefe del estado mayor del ejército), quien decide generar una agrupación de artillería que reuniera a todos los grupos de artillería 155 mm asignados a las divisiones de ejército o las brigadas, para generar un comando central de artillería que permitiera una mayor coordinación y eficiencia con otros medios de tipo de las Fuerzas Armadas. Por tal motivo, se crea una agrupación de artillería de campaña con asiento en la Ciudad de San Luis y sobre la base del ex GAA 161 (antiaéreo) y del GASLM 601 (MRLS) que se muda desde Junín, Provincia de Buenos Aires. De esta manera, se suman para conformar la agrupación el GA 7 de San Luis, el GA 15 de Salta y el GA 16 de Neuquén.
Todos los grupos de artillería concentran un alto poder de fuego en la forma de calibre 155 mm sumándose la artillería de cohetes de calibre 105 mm y de 127 mm de manufactura nacional.

## Organización
- Jefatura de Agrupación de Artillería de Campaña 601 (Jef Agr A Camp 601). Asiento: San Luis.
  - Grupo de Artillería 7 "Brigadier General Francisco Reynolds" (GA 7). Asiento: San Luis.
  - Grupo de Artillería 15 "Coronel Francisco Bolognesi" (GA 15). Asiento: La Rioja.
  - Grupo de Artillería 16 (GA 16). Asiento: Neuquén.